# Кіров (Калузька область)
Кі́ров, до 1936 року Пісочня — місто, адміністративний центр Кіровського району Калузької області.
Чисельність населення — 31 039 чол. (2015).
Муніципальний район «Місто Кіров і Кіровський район» розташований в південно-західній частині Калузької області та межує з Сухініцьким, Людиновським, Куйбишевським , Барятинським, Думініцьким і Спас-Деменським районами. Місто Кіров — районний центр — знаходиться за 210 км від Калуги та за 110 км від Брянська, а також в 40 км від Брестського шосе та за 50 км від Київського шосе.
Територією муніципального району проходять дороги:
- Брянськ — Людиново — Кіров — Москва — Іванцевичі (23 км);
- Кіров — Бетлиця (13 км).

Площа муніципального району — 100 039 га (в тому числі міста Кірова — 3 648 га), під сільгоспугіддями зайнято 45 812 га, з них під ріллю 33 793 га. Лісовий фонд займає 45 204 га, водний фонд 710 га. На території муніципального району протікає річка Болва, розташовані 15 ставків.
Муніципальний район є однією з найбільш великих адміністративно-господарських одиниць області. З півночі на південь територію перетинає залізниця Вязьма — Кіров — Брянськ, у північно-західній частині — залізнична гілка від магістралі Рославль — Сухінічі, також є залізничний вузол з напрямками на Москву, Калугу, Смоленськ, Брянськ, Білорусь

## Історія
Місто веде свій початок з 1744–1745 рр., Коли на березі річки Пісочній в Фомініцькому стані Серпейського повіту Калузької провінції підприємливі купці Іван і Петро Золотарьови заснували невелике металургійне виробництво. Закладка заводу, який пізніше отримав назву Верхньопісоченський залізноробильний і молотовий, почалася влітку 1744 року і ця подія послужила підставою для того, щоб з нього вести літочислення нинішнього міста. Датою ж заснування заводу є 2 грудня 1745 року, коли був пущений доменно-ливарний цех і заформовані перші вироби з чавуну. Крім виробництва чавунного посуду і пічного литва частина чавуну йшла в переробку в залізо, і з нього виготовляли велику кількість різноманітних виробів: від смугового заліза і цвяхів до деталей машин і механізмів.
У 1749 році завод був куплений Опанасом Абрамовичем Гончаровим (прадідом Наталії Гончарової — дружини О. С. Пушкіна); йому і його нащадкам завод належав 90 років. У 1752 році А. А. Гончаров побудував Нижньопісоченський молотовий завод. Протягом XVIII—XIX ст. заводи випускали предмети пічного і кухонного лиття, різні утилітарні і художні вироби — як з чавуну, так і заліза. У гончаровський період в селі Пісоченський Завод , яке з кінця XVIII ст. входило в Жиздринський повіт Калузької губернії, будуються: мурована Церква Різдва Пресвятої Богородиці (1768 г.) на Заводській площі, двоповерхова будівля заводоуправління, садибний будинок, ряд нових заводських будівель — гвоздильні фабрика, лісопильня.
У 1839 році Пісоченський заводи купив Іван Якимович Мальцов, який вирішив перепрофілювати Нижньопісоченський молотовий завод на випуск фаянсового посуду. При ньому і його синові в суміжних повітах Орловської, Смоленської і Калузької губерній складається фабрично-заводської район або округ, куди увійшла і Пісочня. Якщо Верхній завод при Мальцових продовжував спеціалізуватися на випуску кухонного і пічного литва, то на базі Нижнього заводу в 1853 р було засновано фаянсове виробництво, і став виготовлятися фаянсовий посуд в широкому асортименті. Фаянсовий посуд вироблявся з місцевої білої вогнетривкої глини і вивозився в Ростов-на-Дону, Нижній Новгород, Київ. У 1875 році Пісоченські заводи увійшли до складу Мальцевського торгово-промислового товариства, а з 1894 року функціонували в складі Акціонерного товариства Мальцівські заводи (АТМЗ).

## Економіка
Провідні підприємства району ЗАТ «Кіровська кераміка» і ВАТ «Кіровський завод» є найстарішими представниками промисловості. Їхня продукція успішно конкурує з європейськими аналогами і давно відома багатьом споживачам в Росії та за кордоном. Провідні підприємства в сільському господарстві: ТОВ «Агроферма Лосинська», ТОВ «Керамік-Агро», ТОВ «ТЕВ», ТОВ «Силена». Також працюють м'ясокомбінат, хлібокомбінат, швейна фабрика, завод залізобетонних конструкцій і будівельних деталей. Ведеться виробництво посуду і сувенірів з майоліки.
За 17 кілометрів на північ від міста знаходиться авіабаза Шайковка.

## Відомі особистості
В поселенні народилися:
- Даниленко В'ячеслав Васильович (нар. 1935) — російський та український матеріалознавець.
- Овсянкін Михайло Федорович (нар. 1922) — український скульптор.